# Надзвичайна ти
Надзвичайна ти (кор. 어쩌다 발견한 하루, дослівно: День/Хару, що знайдено випадково) — фентезійний південнокорейський серіал, що розповідає історію про школярів старших класів, що живуть всередині коміксу, а серед них є Ин Дан О, яка хоче змінити свою криву характеризація. Серіал заснований на вебтуні «Липень, що знайдено випадково» (кор. 어쩌다 발견한 7월) автора Мурю, що виходив на Daum Webtoon (зараз — Kakao Webtoon). Він виходив на телеканалі MBC щосереди та щочетверга з 2 жовтня по 21 листопада 2019, хоча початково прем'єра планувалася на вересень того року. У головних ролях Кім Хє Юн, Роун, Лі Че Ук, Лі На Ин, Чон Кон Джу, Кім Йон Де та Лі Тхе Рі.

## Сюжет
Одного дня Ин Дан О починає помічати у своєму світі дивні речі такі як звук перегортання сторінок, провали у пам'яті від кількох годин до кількох днів та моменти, під час яких вона не може діяти з власної волі та поводиться наче неї хтось інший керує. Пізніше вона натрапляє на особу під прізвиськом «Фея висушеного кальмара», що працює у шкільній їдальні. Дан О помічає в нього дивний комікс, в якому зображено всі події, що відбуваються в їхньому світі, після чого він погоджується пояснити дивні речі, з якими вона стикається. Фея висушеного кальмара повідомляє, що вони живуть у світі коміксу «Таємниця»; момент, при якому вони можуть вільно рухатися і робити що хочуть, називається «Тінь», а момент, при якому вони не можуть діяти з власної волі та поводиться за якимось сценарієм, — «Сцена». Крім того, з часом вона також дізнається, що Ин Тан О є «додатковим персонажем», а не головним як вона думала, а тому її доля допомагати посватати головних персонажів учня О Нам Джу з ученицею Йо Чу Да та страждати від одностороннього кохання до Пек Ґьона. Отже, вона вирішує змінити свою долю, однак в неї нічого не виходить, до того ж Фея висушеного кальмара застерігає від будь-яких зміни, бо це небезпечно і неможливо. Однак, Ин Дан О виявляє, що учень під номером 13 зумів змінити перебіг сцени, запобігши значним травмам для неї. Тому вона вирішує допомогти йому стати свідомим та за його допомогою змінити свою наперед визначену долю автором.

## Акторський склад

### Головні ролі
- Кім Хє Юн як Ин Дан О («Таємниця»[e], «Кампсис укорінливий»[f])[11][12]
  - Кім Чі Ю як Ин Дан О у дитинстві

Таємниця: Вона є допоміжною персонажкою коміксу. Дан О є ученицею у школи Силі у класі 2-7, що має хворе серце, через що вона часто потрапляє до лікарні. Вона вже 10 років має нерозділені почуття до Пек Ґьона, популярного учня, який входить до групи A3. Крім того, Дан О стає подругою для Йо Чу Да у моменти, коли та зазнає цькування від прихильниць О Нам Джу. Однак, це все її характеризація, що прописана автором коміксу, а тому після того, як вона стала свідомим персонажем, то намагається змінити свою прописану долю, а тому зближається з Номером 13 (пізніше — Хару) та разом із ним намагається змінити долю, а потім в нього закохується. На цьому шляху Дан О також зближається із Лі До Хваном, що теж став свідомим персонажем. До того ж вона має видіння, що показують їй майбутні Сцени.
Кампсис укорінливий: Вона була головною персонажкою коміксу. За характеризацією вона була дочкою Ин Му Йон, шляхетного чоловіка, що перехилив всіх піданних короля на свій бік, і відповідно була шляхетною пані, яка після зустрічі з Пек Ґьон закохалася в нього і стала з ним заручена. Однак з часом вона стає свідомою після зустрічей з Хару та починає в нього закохуватися. Проте, Пек Ґьон планує їй вбити з метою захопити трон, після того, як заручини було розірвано, тому Хару намагається змінити долю Дан О.
- Роун як Номер 13[h] («Таємниця»[e])/Хару[b] («Таємниця»[e], «Кампсис укорінливий»[f])[11][12]

Таємниця: Він спочатку є непрописаним персонажем, якого в коміксі зображено ледве промальованим учнем заднього плану. У зв'язку з цим він не має ім'я (лише номер 13, який присвоєний йому, як учню у класі 2-7) та чітко прописаних дій під час Сцен, а тому може вільно рухатися під час Сцени. Під час однієї з таких Сцен він підставляє свою спину, на яку падає зі сходів Дан О і таким чином змінює її хід подій. Після того вона починає з ним зближуватися, що врешті-решт він стає свідомим персонажем та отримує ім'я Хару. Хару намагається допомогти змінити долю Дан О, але пізніше зникає як персонаж через своє прагнення до змін. Однак потім з'являється вже як допоміжний персонаж, що має характеризацію друга Пек Ґьона по тенісу. Хару з часом закохується в Дан О.
Кампсис укорінливий: Він був головним персонажем коміксу. Хару добре володів мечем та був довіреною особою Пек Ґьона. З метою заволодіння престолом Ґьон поставив завдання Хару знайти доньку Ин Му Йон, Дан О, і дізнатися про неї більше. Тоді ж він став свідомим персонажем і вирішив змінити сюжет та не підпускати її до Ґьона. З часом він допіміг стати Дан О свідомою, але на шлюху до їхнього щастя став Ґьон, що планує вбити Дан О заради того, щоб отримати трон. Його мати померла і зараз його батько одружений з Ра Хє Йон, що є Ґьону за мачуху.
- Лі Че Ук як Пек Ґьон («Таємниця»[e], «Кампсис укорінливий»[f])[11][12]
  - Кім Кон У як Пек Ґьон у дитинстві

Таємниця: Він є другорядним персонажем коміксу. Ґьон є учнем у класі 2-7 та одним із членів групи A3, що складається з трьох найвпливовіших і найпопулярніших учнів у школі Силі. Він вже протягом 10 років не приймає почуття Дан О та ставиться до неї зневажливо. До того за сюжетом коміксу він постійно утискається своїм батьком, бо той хоче отримати компанію, якою володіє Ин Му Йон, а для цього Ґьон має одружитися з Дан О. Пізніше він стає свідомим персонажем та зневажливо ставиться до Хару і заважає йому змінювати долю Дан О, бо в нього з'явилися почуття до Дан О.
Кампсис укорінливий: Він був головним персонажем коміксу. Ґьон хоче здобути престол за будь-яку ціну, для цього вирішує зблизитися з донькою Ин Му Йон, Дан О. Для цього він відправляє Хару, щоб він більше про неї дізнався. Пізніше він з нею заручається, однак потім Дан О розриває їхні заручення. Тому для досягнення свого плану він вирішує вбити Дан О.
- Лі На Ин як Йо Чу Да[i] («Таємниця»[e])[11][12]

Вона є головною персонажкою коміксу. Чу Да з бідної сім'ї, а тому не має змогу оплачувати навчання у школі Силі, а тому навчається за рахунок гранту, що був їй надано. В неї закохується О Нам Джу, тому він непрямо приділяє їй увагу. У зв'зку з цим, вона зазнає цькування від інших учениць, особливо від Сін Се Мі, за те, що вона з бідної сім'я і при цьому залицяється до багато Нам Джу. До того на неї тиск починає здійснювати мати Нам Джу, Чха Чі Хьон. Пізніше Чу Да стає свідомою персонажкою та заводить дружбу із Лі До Хва.
- Чон Кон Джу як Лі До Хван («Таємниця»[e])[11][12]

Він є головним персонажем другої лінії кохання. До Хван є учнем у класі 2-8 та одним із членів групи A3, що складається з трьох найвпливовіших і найпопулярніших учнів у школі Силі. Він з першого погляду закохується в Чу Да, однак автор не дає йому можливість заполонити її серце, бо вона має бути з Нам Джу. До Хва стає свідомим персонажем та здружується із Дан О і Хару та допамагає їм змінити долю Дан О. Пізніше він починає проводити багато часу з Чу Да, особливо, коли вона стає свідомою персонажкою.
- Кім Йон Де як О Нам Джу[j] («Таємниця»[e])[11][12]

Він є головним персонажем. Нам Джу є з багатої сім'ї, учнем у класі 2-7 і одним із членів групи A3, що складається з трьох найвпливовіших і найпопулярніших учнів у школі Силі. Він закохується в Чу Да та приділяє її уваги, але з часом зіштовхується з опором своєї мати. Крім того, починає змагатися з Лі До Хва за право отримати серце Чу Да.
- Лі Тхе Рі як «Фея висушеного кальмара» («Таємниця»[e])/Ким Чін Мі («Кампсис укорінливий»[f])[11][12]

Таємниця: Він є допоміжним персонажем. «Фея висушеного кальмара» працює в їдальні, де й отримав своє прізвисько на честь страви, яку він готував, а саме, сушений кальмар. Він є свідомим персонажем, що пояснює Дан О, До Хва, Хару і Ґьону як влаштований цей коміксний світ та дає відподі на їхні питання. Він має найбільш дружні відносини з Дан О, До Хва, Хару, в той час вороже ставиться до Ґьона.
Кампсис укорінливий: Він є другорядним персонажем. Він є королем, на ім'я Ким Чін Мі, що усвідомлює те, що Пек Ґьон хоче скинути його з престолу. До того ж Чін Мі також закоханий у дівчину Кім Су Хян, а тому хоче змінити свою долю, яка прописана автором.

### Другорядні ролі

#### Учні школи Силі
Замітка: Нижче перераховані персонажі є персонажами коміксу «Таємниця», якщо іншого не зазначено.
- Кім Чі Ін як Сін Се Мі[11][12]

Вона є ученицею у класі 2-7 та найкращою подругою Дан О і Су Чхоля. Се Мі закохана в Нам Джу, тому постійно намагається йому приділяти увагу. Крім того, вона цькує Чу Да через те, що Нам Джу багато часу приділяє їй. Пізніше Се Мі закохується в Ан Су Чхоля.
- Кім Хьон Мок як Ан Су Чхоль

Він є ученем у класі 2-7 та накращим другом Дан О і Се Мі. Він веде власний відеоблог та є закоханим у Се Мі.
- Чон Є Нок як Кім Іль Джін[l]

Вона є ученицею у класі 2-7 та однією з трьох подруг Се Мі, які є прихильниками Нам Джу та які постійно цькують Чу Да.
- Чон Мі Мі як Кім І Джін[m]

Вона є ученицею у класі 2-7 та однією з трьох подруг Се Мі, які є прихильниками Нам Джу та які постійно цькують Чу Да.
- Чон Йо Джін як Лі Сам Джін[n]

Вона є ученицею у класі 2-7 та однією з трьох подруг Се Мі, які є прихильниками Нам Джу та які постійно цькують Чу Да.
- Хан Чхе Ґьон як Кім Е Іль[o]

Вона є ученицею у класі 2-7 та однією із залицяльниць до Ґьона.
- Сон Чі У як Пак Е Рі[p]

Вона є ученицею у класі 2-7 та однією із залицяльниць до Ґьона.
- Кан Мін Джін як Лі Е Сам[q]

Вона є ученицею у класі 2-7 та однією із залицяльниць до Ґьона.
- Чон Те Ро як Кім Ян Іль[r][13]

Він є учнем у класі 2-7 та одним із хуліганів у школі. Також Ян Іль входить до групи Y3, що складається із трьох учнів, чиє ім'я, починається з Ян.
- Лі Чхан Сік як Пак Ян І[t]

Він є учнем у класі 2-7 та одним із хуліганів у школі. Також Ян І входить до групи Y3, що складається із трьох учнів, чиє ім'я, починається з Ян.
- Юн Чон Бі як Лі Ян Сам[u]

Він є учнем у класі 2-7 та одним із хуліганів у школі. Також Ян Сам входить до групи Y3, що складається із трьох учнів, чиє ім'я, починається з Ян.
- Чо Ток Хве як Кім Панджан[v]

Він є учнем у класі 2-7 та старостою цього класу.
- О Чон Мін як Кім Потхон[w]

Він є учнем у класі 2-7 та має звичайну зовнішність, звичайний характер та середні оцінки.
- Кім Чун Сан як Пак Мобом[x]

Він є зразковим учнем та ботаніком у класі 2-7.
- Сін Йон Хо як Сін Парам

Він є учнем у класі 2-7.
- Хан Мьон Хва як Кан Чхоль Нам

Він є учнем у класі 2-7.
- Чон Чі Хьон як Хан Су Да

Вона є ученицею у класі 2-7.
- Лі Ин Хє як Кон Чу Хе

Вона є ученицею у класі 2-7.
- Хо Су Бін як Ван Біт На

Вона є ученицею у класі 2-7.
- Пхьо Хьон Джін як Намґун Тан Баль

Вона є ученицею у класі 2-7.
- Кім Тхе Джон як Чхе Юк Ін

Він є учнем у класі 2-7.
- Лі Є Хьон як Кім Су Хян («Таємниця»[e], «Кампсис укорінливий»[f])

Таємниця: Вона є новою ученицею класу 2-8, що перевелася з іншої школи.
Кампсис укорінливий: За характеризацією вона була служницею, однак стала свідомою персонажкою та закохалася в короля Ким Чін Мі.

#### Члени сім'ї головних персонажей
- Ом Хьо Соп як Ин Му Йон («Таємниця»[e], «Кампсис укорінливий»[f])[11][12]

Таємниця: Він є турботливим і люблячим батьком Тан О та власником фінансової групи M (кор. M금융그룹).
Кампсис укорінливий: Він був турботливим і люблячим батьком Тан О та шляхетним чоловіком, що перехилив всіх підданих короля на свій бік.
- Чхве Чін Хо як Пек Те Сон («Таємниця»[e], «Кампсис укорінливий»[f])[11][12]

Таємниця: Він є батьком Пек Ґьона, що не піклується про свого сина та постійно йому дорікає за його поведінку з Дан О, бо Те Сон хоче заволодіти фінансовою групою M. Він був двічі одружений і зараз у шлюбі з Ра Хє Йон.
Кампсис укорінливий: Він був чиновником при дворі та батьком Чу Хьона.
- Ю Там Йон як Ра Хє Йон («Таємниця»[e])

Вона є дрогою дружиною Пек Те Сон і мачухою для Пек Ґьона.
- Пе Хьон Сон як Пек Чун Хьон («Таємниця»[e], «Кампсис укорінливий»[f])

Таємниця: Він є молодшим братом Пек Ґьона від Ра Хє Йон та учнем у школі Силі.
Кампсис укорінливий: Він був сином Пек Те Сона, чиновника при дворі.
- Ю Ха Бок як О Чеболь[y] («Таємниця»[e])

Він є батьком Нам Джу та власником відомого модельного бренду Seurine.
- Чі Су Вон як Чха Чі Хьон («Таємниця»[e], «Кампсис укорінливий»[f])[11][12]

Таємниця: Вона є мати Нам Джу.
Кампсис укорінливий: Вона була королевою-вдовою та мати короля Ким Чін Мі.
- Юн Чон Хун як Лі Чу Хва («Таємниця»[e])

Він є братом То Хва та кардіоторакальним лікарем, який піклується за здоров'я Дан О.

#### Інші
- Кім Чон Хак як класний керівник («Таємниця»[e])
- Кім Че Хва як вчителька мистецтва («Таємниця»[e])
- Пе Ю Рі як вчитель математики («Таємниця»[e])

## Оригінальні звукові доріжки

### Повний альбом
| Extraordinary You (Original Television Soundtrack), Диск 1 | Extraordinary You (Original Television Soundtrack), Диск 1 | Extraordinary You (Original Television Soundtrack), Диск 1 | Extraordinary You (Original Television Soundtrack), Диск 1 | Extraordinary You (Original Television Soundtrack), Диск 1 | Extraordinary You (Original Television Soundtrack), Диск 1 |
| #                                                          | Назва                                                      | Автор слів                                                 | Автор музики                                               | Виконавець                                                 | Тривалість                                                 |
| ---------------------------------------------------------- | ---------------------------------------------------------- | ---------------------------------------------------------- | ---------------------------------------------------------- | ---------------------------------------------------------- | ---------------------------------------------------------- |
| 1.                                                         | «Feeling»                                                  | Тайбянь, ЧеА, Сіха                                         | Тайбянь, ЧеА, Сіха                                         | April                                                      | 3:07                                                       |
| 2.                                                         | «My Beauty»                                                | Хойон, Донхон, Кім Пом Джу, Кім Сі Хьок, Кім Сон Мі        | Кім Пом Джу, Кім Сі Хьок                                   | Verivery                                                   | 3:51                                                       |
| 3.                                                         | «첫사랑»                                                   | Epitone Project                                            | Epitone Project                                            | Sondia                                                     | 3:45                                                       |
| 4.                                                         | «첫사랑 (Drama Ver.)»                                      | Epitone Project                                            | Epitone Project                                            | Epitone Project                                            | 3:59                                                       |
| 5.                                                         | «오늘은 꼭»                                                | Хан Джун, Пак Се Джун                                      | GOTCHA!                                                    | GOTCHA!                                                    | 2:36                                                       |
| 6.                                                         | «한 번도 하지 못한 이야기»                                 | Чхве Хан Соль, Хан Кьон Су                                 | Хан Кьон Су, Чхве Хан Соль                                 | Sondia                                                     | 4:04                                                       |
| 7.                                                         | «끝나지 않을 이야기»                                       | Пак Се Джун, Тайбянь, Чхан Бін (3RACHA)                    | Тайбянь, 바크, CHKmate                                     | Stray Kids                                                 | 4:04                                                       |
| 8.                                                         | «너를 그린다»                                              | Пак Се Джун, Хан Джун                                      | Кім Чхан Рак (AIMING), Кім Су Бін                          | Чон Се Ун                                                  | 4:42                                                       |
| 9.                                                         | «Feeling (Inst.)»                                          |                                                            | Тайбянь, ЧеА, Сіха                                         | April                                                      | 3:07                                                       |
| 10.                                                        | «My Beauty (Inst.)»                                        | Хойон, Донхон                                              | Кім Пом Джу, Кім Сі Хьок                                   | Verivery                                                   | 3:51                                                       |
| 11.                                                        | «첫사랑 (Inst.)»                                           |                                                            | Epitone Project                                            | Sondia                                                     | 3:45                                                       |
| 12.                                                        | «첫사랑 (Drama Ver.) (Inst.)»                              |                                                            | Epitone Project                                            | Epitone Project                                            | 3:59                                                       |
| 13.                                                        | «오늘은 꼭 (Inst.)»                                        |                                                            | GOTCHA!                                                    | GOTCHA!                                                    | 2:36                                                       |
| 14.                                                        | «한 번도 하지 못한 이야기 (Inst.)»                         |                                                            | Хан Кьон Су, Чхве Хан Соль                                 | Sondia                                                     | 4:04                                                       |
| 15.                                                        | «끝나지 않을 이야기 (Inst.)»                               |                                                            | Тайбянь, 바크, CHKmate                                     | Stray Kids                                                 | 4:04                                                       |
| 16.                                                        | «너를 그린다 (Inst.)»                                      |                                                            | Кім Чхан Рак (AIMING), Кім Су Бін                          | Чон Се Ун                                                  | 4:42                                                       |

| Extraordinary You (Original Television Soundtrack), Диск 2 | Extraordinary You (Original Television Soundtrack), Диск 2 | Extraordinary You (Original Television Soundtrack), Диск 2 | Extraordinary You (Original Television Soundtrack), Диск 2 | Extraordinary You (Original Television Soundtrack), Диск 2 |
| #                                                          | Назва                                                      | Автор музики                                               | Виконавець                                                 | Тривалість                                                 |
| ---------------------------------------------------------- | ---------------------------------------------------------- | ---------------------------------------------------------- | ---------------------------------------------------------- | ---------------------------------------------------------- |
| 1.                                                         | «Walk This Sky (Title)»                                    | Пак Се Джун, У Чі Хун                                      | Пак Се Джун, У Чі Хун                                      | 1:24                                                       |
| 2.                                                         | «See The Fantasy»                                          | Лі Ньом                                                    | Лі Ньом                                                    | 2:27                                                       |
| 3.                                                         | «A Door To Time»                                           | Лі Ньом                                                    | Лі Ньом                                                    | 3:00                                                       |
| 4.                                                         | «Through Time»                                             | Кім Тон Хьок, Лі Хан Бом                                   | Кім Тон Хьок, Лі Хан Бом                                   | 3:32                                                       |
| 5.                                                         | «Touch By Touch»                                           | Пак Се Джун, На Юн Сік                                     | Пак Се Джун, На Юн Сік                                     | 2:36                                                       |
| 6.                                                         | «Center Girl»                                              | Пак Се Джун, У Чі Хун                                      | Пак Се Джун, У Чі Хун                                      | 1:36                                                       |
| 7.                                                         | «Solitude»                                                 | Сон Че Ґьон                                                | Сон Че Ґьон                                                | 1:40                                                       |
| 8.                                                         | «Yellow Sky»                                               | Сон Чін Сок, Хван Син Пхіль                                | Сон Чін Сок, Хван Син Пхіль                                | 2:26                                                       |
| 9.                                                         | «Conti»                                                    | Пак Се Джун, Кім Мін Джі                                   | Пак Се Джун, Кім Мін Джі                                   | 3:40                                                       |
| 10.                                                        | «By Chance»                                                | Лі Ньом                                                    | Лі Ньом                                                    | 2:26                                                       |
| 11.                                                        | «Burning Light»                                            | Пак Се Джун, На Сан Джін                                   | Пак Се Джун, На Сан Джін                                   | 2:05                                                       |
| 12.                                                        | «Pearly Rain»                                              | Пак Се Джун, На Юн Сік                                     | Пак Се Джун, На Юн Сік                                     | 2:44                                                       |
| 13.                                                        | «Tricky»                                                   | Кім Тон Хьок, Лі Хан Бом                                   | Кім Тон Хьок, Лі Хан Бом                                   | 1:59                                                       |
| 14.                                                        | «Shiny Morning»                                            | Сон Че Ґьон                                                | Сон Че Ґьон                                                | 3:04                                                       |
| 15.                                                        | «Poop»                                                     | Пак Се Джун, У Чі Хун                                      | Пак Се Джун, У Чі Хун                                      | 3:28                                                       |
| 16.                                                        | «There's A Problem»                                        | Лі Ньом                                                    | Лі Ньом                                                    | 1:52                                                       |
| 17.                                                        | «A Blank Of Memory»                                        | Пак Се Джун                                                | Пак Се Джун                                                | 2:39                                                       |
| 18.                                                        | «Hype»                                                     | Кім Тон Хьок, Лі Хан Бом                                   | Кім Тон Хьок, Лі Хан Бом                                   | 1:51                                                       |
| 19.                                                        | «Dazzlingly Love»                                          | Пак Се Джун, Кім Мін Джі                                   | Пак Се Джун, Кім Мін Джі                                   | 2:09                                                       |
| 20.                                                        | «Ocean Dreams»                                             | Пак Се Джун, На Юн Сік                                     | Пак Се Джун, На Юн Сік                                     | 2:42                                                       |
| 21.                                                        | «Heart Memory»                                             | Лі Ньом                                                    | Лі Ньом                                                    | 2:41                                                       |
| 22.                                                        | «Ego»                                                      | Пак Се Джун, Кім Мін Джі                                   | Пак Се Джун, Кім Мін Джі                                   | 1:55                                                       |
| 23.                                                        | «High School Runway»                                       | Пак Се Джун, У Чі Хун                                      | Пак Се Джун, У Чі Хун                                      | 1:32                                                       |
| 24.                                                        | «House Of Glass»                                           | Сон Чін Сок, Хван Син Пхіль                                | Сон Чін Сок, Хван Син Пхіль                                | 1:51                                                       |
| 25.                                                        | «By Accident»                                              | Пак Се Джун, Кім Мін Джі                                   | Пак Се Джун, Кім Мін Джі                                   | 2:23                                                       |
| 26.                                                        | «Where Are We»                                             | Пак Се Джун, На Сан Джін                                   | Пак Се Джун, На Сан Джін                                   | 1:54                                                       |
| 27.                                                        | «Glow»                                                     | Пак Се Джун, Кім Мін Джі                                   | Пак Се Джун, Кім Мін Джі                                   | 2:42                                                       |
| 28.                                                        | «A Turbulent Period»                                       | Пак Се Джун, У Чі Хун                                      | Пак Се Джун, У Чі Хун                                      | 1:42                                                       |
| 29.                                                        | «Strange Feeling»                                          | Пак Се Джун, У Чі Хун                                      | Пак Се Джун, У Чі Хун                                      | 1:58                                                       |

| Extraordinary You (Original Television Soundtrack), Диск 3 | Extraordinary You (Original Television Soundtrack), Диск 3 | Extraordinary You (Original Television Soundtrack), Диск 3 | Extraordinary You (Original Television Soundtrack), Диск 3 | Extraordinary You (Original Television Soundtrack), Диск 3 |
| #                                                          | Назва                                                      | Автор музики                                               | Виконавець                                                 | Тривалість                                                 |
| ---------------------------------------------------------- | ---------------------------------------------------------- | ---------------------------------------------------------- | ---------------------------------------------------------- | ---------------------------------------------------------- |
| 1.                                                         | «Honey Butter»                                             | Пак Се Джун, У Чі Хун                                      | Пак Се Джун, У Чі Хун                                      | 1:44                                                       |
| 2.                                                         | «What Little Girl Want»                                    | Пак Се Джун, У Чі Хун                                      | Пак Се Джун, У Чі Хун                                      | 1:31                                                       |
| 3.                                                         | «Connecting Room»                                          | Пак Се Джун                                                | Пак Се Джун                                                | 1:55                                                       |
| 4.                                                         | «Cloud Cotton»                                             | Пак Се Джун, Кім Мін Джі                                   | Пак Се Джун, Кім Мін Джі                                   | 2:50                                                       |
| 5.                                                         | «Summer Star»                                              | Пак Се Джун, На Сан Джін                                   | Пак Се Джун, На Сан Джін                                   | 3:15                                                       |
| 6.                                                         | «A Cat On The Marimba»                                     | Пак Се Джун, На Юн Сік                                     | Пак Се Джун, На Юн Сік                                     | 1:17                                                       |
| 7.                                                         | «A Girl On The Moon»                                       | Пак Се Джун, На Юн Сік                                     | Пак Се Джун, На Юн Сік                                     | 2:20                                                       |
| 8.                                                         | «Rainbow Stairs»                                           | Сон Чін Сок, Хван Син Пхіль                                | Сон Чін Сок, Хван Син Пхіль                                | 1:20                                                       |
| 9.                                                         | «Cloudy Sky»                                               | Пак Се Джун, Кім Мін Джі                                   | Пак Се Джун, Кім Мін Джі                                   | 2:45                                                       |
| 10.                                                        | «Get In»                                                   | Пак Се Джун, У Чі Хун                                      | Пак Се Джун, У Чі Хун                                      | 1:06                                                       |
| 11.                                                        | «시험시간»                                                 | Лі Ньом                                                    | Лі Ньом                                                    | 1:43                                                       |
| 12.                                                        | «Zap Zap»                                                  | Пак Се Джун, У Чі Хун                                      | Пак Се Джун, У Чі Хун                                      | 1:26                                                       |
| 13.                                                        | «Light House»                                              | Пак Се Джун, На Юн Сік                                     | Пак Се Джун                                                | 2:13                                                       |
| 14.                                                        | «Lovely Girl»                                              | Пак Се Джун, Кім Мін Джі                                   | Пак Се Джун, Кім Мін Джі                                   | 1:55                                                       |
| 15.                                                        | «Kings First Love»                                         | Лі Ньом                                                    | Лі Ньом                                                    | 2:51                                                       |
| 16.                                                        | «Requiem for Schizophrenia»                                | Сон Чін Сок, Хван Син Пхіль                                | Сон Чін Сок, Хван Син Пхіль                                | 2:12                                                       |
| 17.                                                        | «Perfume»                                                  | Пак Се Джун, Кім Мін Джі                                   | Пак Се Джун, Кім Мін Джі                                   | 2:20                                                       |
| 18.                                                        | «Secret»                                                   | Пак Се Джун, Кім Мін Джі                                   | Пак Се Джун, Кім Мін Джі                                   | 1:52                                                       |
| 19.                                                        | «너의 빈자리»                                              | Лі Ньом                                                    | Лі Ньом                                                    | 2:25                                                       |
| 20.                                                        | «Wing»                                                     | Пак Се Джун, Кім Мін Джі                                   | Пак Се Джун, Кім Мін Джі                                   | 1:43                                                       |
| 21.                                                        | «Extra»                                                    | Пак Се Джун, Кім Мін Джі                                   | Пак Се Джун, Кім Мін Джі                                   | 1:46                                                       |
| 22.                                                        | «Dark Side»                                                | Пак Се Джун, Кім Мін Джі                                   | Пак Се Джун, Кім Мін Джі                                   | 2:04                                                       |
| 23.                                                        | «나비효과»                                                 | Пак Се Джун                                                | Пак Се Джун                                                | 2:21                                                       |
| 24.                                                        | «System Of Love»                                           | Пак Се Джун, У Чі Хун                                      | Пак Се Джун, У Чі Хун                                      | 2:10                                                       |
| 25.                                                        | «어쩌다 발견한 코믹»                                       | Лі Ньом                                                    | Лі Ньом                                                    | 1:43                                                       |
| 26.                                                        | «Take»                                                     | Пак Се Джун, Кім Мін Джі                                   | Пак Се Джун, Кім Мін Джі                                   | 1:43                                                       |
| 27.                                                        | «Head Ring»                                                | Пак Се Джун, У Чі Хун                                      | Пак Се Джун, У Чі Хун                                      | 2:35                                                       |
| 28.                                                        | «수상한 친구»                                              | Лі Ньом                                                    | Лі Ньом                                                    | 1:55                                                       |
| 29.                                                        | «Blue King»                                                | Пак Се Джун, Кім Мін Джі                                   | Пак Се Джун, Кім Мін Джі                                   | 2:13                                                       |
| 30.                                                        | «어쩌다 심쿵 코믹»                                         | Лі Ньом                                                    | Лі Ньом                                                    | 2:00                                                       |
| 31.                                                        | «Removing Nuclear»                                         | Пак Се Джун, Сон Чін Сок                                   | Пак Се Джун, Сон Чін Сок                                   | 2:15                                                       |
| 32.                                                        | «Jeremy»                                                   | Пак Се Джун, На Юн Сік                                     | Пак Се Джун, На Юн Сік                                     | 1:46                                                       |
| 33.                                                        | «Drone Tension Ⅱ»                                          | Пак Се Джун, Сон Чін Сок                                   | Пак Се Джун, Сон Чін Сок                                   | 2:05                                                       |
| 34.                                                        | «End Of Dawn»                                              | Пак Се Джун, На Юн Сік                                     | Пак Се Джун, На Юн Сік                                     | 3:24                                                       |
| 35.                                                        | «떨어진 반지»                                              | Лі Ньом                                                    | Лі Ньом                                                    | 2:00                                                       |
| 36.                                                        | «너와 나의 시간»                                           | Лі Ньом                                                    | Лі Ньом                                                    | 2:29                                                       |

### Альбом частинами
| Extraordinary You (Original Television Soundtrack), Part 1 | Extraordinary You (Original Television Soundtrack), Part 1 | Extraordinary You (Original Television Soundtrack), Part 1 | Extraordinary You (Original Television Soundtrack), Part 1 | Extraordinary You (Original Television Soundtrack), Part 1 | Extraordinary You (Original Television Soundtrack), Part 1 |
| #                                                          | Назва                                                      | Автор слів                                                 | Автор музики                                               | Виконавець                                                 | Тривалість                                                 |
| ---------------------------------------------------------- | ---------------------------------------------------------- | ---------------------------------------------------------- | ---------------------------------------------------------- | ---------------------------------------------------------- | ---------------------------------------------------------- |
| 1.                                                         | «Feeling»                                                  | Тайбянь, ЧеА, Сіха                                         | Тайбянь, ЧеА, Сіха                                         | April                                                      | 3:07                                                       |
| 2.                                                         | «Feeling (Inst.)»                                          |                                                            | Тайбянь, ЧеА, Сіха                                         | April                                                      | 3:07                                                       |

| Extraordinary You (Original Television Soundtrack), Part 2 | Extraordinary You (Original Television Soundtrack), Part 2 | Extraordinary You (Original Television Soundtrack), Part 2 | Extraordinary You (Original Television Soundtrack), Part 2 | Extraordinary You (Original Television Soundtrack), Part 2 | Extraordinary You (Original Television Soundtrack), Part 2 |
| #                                                          | Назва                                                      | Автор слів                                                 | Автор музики                                               | Виконавець                                                 | Тривалість                                                 |
| ---------------------------------------------------------- | ---------------------------------------------------------- | ---------------------------------------------------------- | ---------------------------------------------------------- | ---------------------------------------------------------- | ---------------------------------------------------------- |
| 1.                                                         | «My Beauty»                                                | Хойон, Донхон, Кім Пом Джу, Кім Сі Хьок, Кім Сон Мі        | Кім Пом Джу, Кім Сі Хьок                                   | Verivery                                                   | 3:51                                                       |
| 2.                                                         | «My Beauty (Inst.)»                                        | Хойон, Донхон                                              | Кім Пом Джу, Кім Сі Хьок                                   | Verivery                                                   | 3:51                                                       |

| Extraordinary You (Original Television Soundtrack), Part 3 | Extraordinary You (Original Television Soundtrack), Part 3 | Extraordinary You (Original Television Soundtrack), Part 3 | Extraordinary You (Original Television Soundtrack), Part 3 | Extraordinary You (Original Television Soundtrack), Part 3 | Extraordinary You (Original Television Soundtrack), Part 3 |
| #                                                          | Назва                                                      | Автор слів                                                 | Автор музики                                               | Виконавець                                                 | Тривалість                                                 |
| ---------------------------------------------------------- | ---------------------------------------------------------- | ---------------------------------------------------------- | ---------------------------------------------------------- | ---------------------------------------------------------- | ---------------------------------------------------------- |
| 1.                                                         | «첫사랑»                                                   | Epitone Project                                            | Epitone Project                                            | Sondia                                                     | 3:45                                                       |
| 2.                                                         | «첫사랑 (Inst.)»                                           |                                                            | Epitone Project                                            | Sondia                                                     | 3:45                                                       |

| Extraordinary You (Original Television Soundtrack), Part 4 | Extraordinary You (Original Television Soundtrack), Part 4 | Extraordinary You (Original Television Soundtrack), Part 4 | Extraordinary You (Original Television Soundtrack), Part 4 | Extraordinary You (Original Television Soundtrack), Part 4 | Extraordinary You (Original Television Soundtrack), Part 4 |
| #                                                          | Назва                                                      | Автор слів                                                 | Автор музики                                               | Виконавець                                                 | Тривалість                                                 |
| ---------------------------------------------------------- | ---------------------------------------------------------- | ---------------------------------------------------------- | ---------------------------------------------------------- | ---------------------------------------------------------- | ---------------------------------------------------------- |
| 1.                                                         | «첫사랑 (Drama Ver.)»                                      | Epitone Project                                            | Epitone Project                                            | Epitone Project                                            | 3:59                                                       |
| 2.                                                         | «첫사랑 (Drama Ver.) (Inst.)»                              |                                                            | Epitone Project                                            | Epitone Project                                            | 3:59                                                       |

| Extraordinary You (Original Television Soundtrack), Part 5 | Extraordinary You (Original Television Soundtrack), Part 5 | Extraordinary You (Original Television Soundtrack), Part 5 | Extraordinary You (Original Television Soundtrack), Part 5 | Extraordinary You (Original Television Soundtrack), Part 5 | Extraordinary You (Original Television Soundtrack), Part 5 |
| #                                                          | Назва                                                      | Автор слів                                                 | Автор музики                                               | Виконавець                                                 | Тривалість                                                 |
| ---------------------------------------------------------- | ---------------------------------------------------------- | ---------------------------------------------------------- | ---------------------------------------------------------- | ---------------------------------------------------------- | ---------------------------------------------------------- |
| 1.                                                         | «오늘은 꼭»                                                | Хан Джун, Пак Се Джун                                      | GOTCHA!                                                    | GOTCHA!                                                    | 2:36                                                       |
| 2.                                                         | «오늘은 꼭 (Inst.)»                                        |                                                            | GOTCHA!                                                    | GOTCHA!                                                    | 2:36                                                       |

| Extraordinary You (Original Television Soundtrack), Part 6 | Extraordinary You (Original Television Soundtrack), Part 6 | Extraordinary You (Original Television Soundtrack), Part 6 | Extraordinary You (Original Television Soundtrack), Part 6 | Extraordinary You (Original Television Soundtrack), Part 6 | Extraordinary You (Original Television Soundtrack), Part 6 |
| #                                                          | Назва                                                      | Автор слів                                                 | Автор музики                                               | Виконавець                                                 | Тривалість                                                 |
| ---------------------------------------------------------- | ---------------------------------------------------------- | ---------------------------------------------------------- | ---------------------------------------------------------- | ---------------------------------------------------------- | ---------------------------------------------------------- |
| 1.                                                         | «한 번도 하지 못한 이야기»                                 | Чхве Хан Соль, Хан Кьон Су                                 | Хан Кьон Су, Чхве Хан Соль                                 | Sondia                                                     | 4:04                                                       |
| 2.                                                         | «한 번도 하지 못한 이야기 (Inst.)»                         |                                                            | Хан Кьон Су, Чхве Хан Соль                                 | Sondia                                                     | 4:04                                                       |

| Extraordinary You (Original Television Soundtrack), Part 7 | Extraordinary You (Original Television Soundtrack), Part 7 | Extraordinary You (Original Television Soundtrack), Part 7 | Extraordinary You (Original Television Soundtrack), Part 7 | Extraordinary You (Original Television Soundtrack), Part 7 | Extraordinary You (Original Television Soundtrack), Part 7 |
| #                                                          | Назва                                                      | Автор слів                                                 | Автор музики                                               | Виконавець                                                 | Тривалість                                                 |
| ---------------------------------------------------------- | ---------------------------------------------------------- | ---------------------------------------------------------- | ---------------------------------------------------------- | ---------------------------------------------------------- | ---------------------------------------------------------- |
| 1.                                                         | «끝나지 않을 이야기»                                       | Пак Се Джун, Тайбянь, Чхан Бін (3RACHA)                    | Тайбянь, 바크, CHKmate                                     | Stray Kids                                                 | 4:04                                                       |
| 2.                                                         | «끝나지 않을 이야기 (Inst.)»                               |                                                            | Тайбянь, 바크, CHKmate                                     | Stray Kids                                                 | 4:04                                                       |

| Extraordinary You (Original Television Soundtrack), Part 8 | Extraordinary You (Original Television Soundtrack), Part 8 | Extraordinary You (Original Television Soundtrack), Part 8 | Extraordinary You (Original Television Soundtrack), Part 8 | Extraordinary You (Original Television Soundtrack), Part 8 | Extraordinary You (Original Television Soundtrack), Part 8 |
| #                                                          | Назва                                                      | Автор слів                                                 | Автор музики                                               | Виконавець                                                 | Тривалість                                                 |
| ---------------------------------------------------------- | ---------------------------------------------------------- | ---------------------------------------------------------- | ---------------------------------------------------------- | ---------------------------------------------------------- | ---------------------------------------------------------- |
| 1.                                                         | «너를 그린다»                                              | Пак Се Джун, Хан Джун                                      | Кім Чхан Рак (AIMING), Кім Су Бін                          | Чон Се Ун                                                  | 4:42                                                       |
| 2.                                                         | «너를 그린다 (Inst.)»                                      |                                                            | Кім Чхан Рак (AIMING), Кім Су Бін                          | Чон Се Ун                                                  | 4:42                                                       |

## Рейтинги
Найнижчі рейтинги позначені синім кольором, а найвищі — червоним кольором.
| Серія            | Дата показу       | Назва серії | Середнє значення кількості переглядів | Середнє значення кількості переглядів |
| Серія            | Дата показу       | Назва серії | TNmS                                  | AGB Nielsen                           |
| Серія            | Дата показу       | Назва серії | Загальнонаціональні                   | Загальнонаціональні                   |
| ---------------- | ----------------- | --- | ------------------------------------- | ------------------------------------- |
| 1                | 2 жовтня 2019     | - Я є собою, Ин Тан О. Це справжня я! - (кор. 난 나야, 은단오. 내가 진짜야!)                                                               | Н/Д                                   | 3,1 %                                 |
| 2                | 2 жовтня 2019     | - Я є собою, Ин Тан О. Це справжня я! - (кор. 난 나야, 은단오. 내가 진짜야!)                                                               | Н/Д                                   | 3,5 %                                 |
| 3                | 3 жовтня 2019     | - Ви сказали, що я додаткова персонажка? Я, Ин Тан О?? - (кор. 엑스트라라고? 나 은단오가??)                                                | Н/Д                                   | 2,2 %                                 |
| 4                | 3 жовтня 2019     | - Ви сказали, що я додаткова персонажка? Я, Ин Тан О?? - (кор. 엑스트라라고? 나 은단오가??)                                                | Н/Д                                   | 3,3 %                                 |
| 5                | 9 жовтня 2019     | - Мені здається, що я можу змінити мою визначену долю. - (кор. 정해진 운명을 바꿀 수 있을 것 같거든.)                                      | 3,3 %                                 | 2,9 %                                 |
| 6                | 9 жовтня 2019     | - Мені здається, що я можу змінити мою визначену долю. - (кор. 정해진 운명을 바꿀 수 있을 것 같거든.)                                      | 3,9 %                                 | 3,9 %                                 |
| 7                | 9 жовтня 2019     | - Бо ми справжні... - (кор. 우리가 진짜니까..)                                                                                             | 2,8 %                                 | 2,7 %                                 |
| 8                | 9 жовтня 2019     | - Бо ми справжні... - (кор. 우리가 진짜니까..)                                                                                             | 3,0 %                                 | 3,1 %                                 |
| 9                | 16 жовтня 2019    | - Ось тут всередині завжди... ти є. - (кор. 이 안에 항상.. 너가 있어.)                                                                     | Н/Д                                   | 3,1 %                                 |
| 10               | 16 жовтня 2019    | - Ось тут всередині завжди... ти є. - (кор. 이 안에 항상.. 너가 있어.)                                                                     | Н/Д                                   | 4,1 %                                 |
| 11               | 17 жовтня 2019    | - Я збираюся створити власні відповіді на запитання. - (кор. 나만의 답을 만들어 갈 겁니다.)                                                | Н/Д                                   | 3,0 %                                 |
| 12               | 17 жовтня 2019    | - Я збираюся створити власні відповіді на запитання. - (кор. 나만의 답을 만들어 갈 겁니다.)                                                | Н/Д                                   | 3,8 %                                 |
| 13               | 23 жовтня 2019    | - Без мене ти також просто додатковий персонаж. - (кор. 나 없으면 너도 그냥 엑스트라야.)                                                   | Н/Д                                   | 3,1 %                                 |
| 14               | 23 жовтня 2019    | - Без мене ти також просто додатковий персонаж. - (кор. 나 없으면 너도 그냥 엑스트라야.)                                                   | Н/Д                                   | 4,1 %                                 |
| 15               | 24 жовтня 2019    | - Тепер я спробую прийняти цей світ. - (кор. 이제 이 세계를 받아들여 보려고.)                                                              | 3,1 %                                 | 3,2 %                                 |
| 16               | 24 жовтня 2019    | - Тепер я спробую прийняти цей світ. - (кор. 이제 이 세계를 받아들여 보려고.)                                                              | 3,8 %                                 | 3,5 %                                 |
| 17               | 30 жовтня 2019    | - Автор ніколи не знатиме про нашу власну історію. - (кор. 작가가 절대 모를 우리만의 이야기...)                                            | Н/Д                                   | 3,0 %                                 |
| 18               | 30 жовтня 2019    | - Автор ніколи не знатиме про нашу власну історію. - (кор. 작가가 절대 모를 우리만의 이야기...)                                            | Н/Д                                   | 3,7 %                                 |
| 19               | 31 жовтня 2019    | - Яке завершення історії, яку малює автор? - (кор. 작가가 그리고 있는 이 이야기의 끝은 뭘까?)                                              | Н/Д                                   | 2,9 %                                 |
| 20               | 31 жовтня 2019    | - Яке завершення історії, яку малює автор? - (кор. 작가가 그리고 있는 이 이야기의 끝은 뭘까?)                                              | Н/Д                                   | 3,3 %                                 |
| 21               | 6 листопада 2019  | - Мені здається, що я знаю, чому ти є моїм початком. - (кор. 알 것 같아. 내 시작이 왜 너였는지.)                                           | Н/Д                                   | 3,1 %                                 |
| 22               | 6 листопада 2019  | - Мені здається, що я знаю, чому ти є моїм початком. - (кор. 알 것 같아. 내 시작이 왜 너였는지.)                                           | Н/Д                                   | 3,6 %                                 |
| 23               | 7 листопада 2019  | - Ми завжди схвильовані й щасливі. - (кор. 우린 늘 설레고 행복했어.)                                                                       | 3,3 %                                 | 3,1 %                                 |
| 24               | 7 листопада 2019  | - Ми завжди схвильовані й щасливі. - (кор. 우린 늘 설레고 행복했어.)                                                                       | 3,5 %                                 | 3,6 %                                 |
| 25               | 13 листопада 2019 | - Для мене не має ніякого значення моя характеризація... ти справді моє перше кохання. - (кор. 설정 값 같은 건 상관없는.. 진짜 내 첫사랑.) | Н/Д                                   | 2,9 %                                 |
| 26               | 13 листопада 2019 | - Для мене не має ніякого значення моя характеризація... ти справді моє перше кохання. - (кор. 설정 값 같은 건 상관없는.. 진짜 내 첫사랑.) | Н/Д                                   | 3,1 %                                 |
| 27               | 14 листопада 2019 | - Будь ласка, хай розпочнеться наступна сцена. - (кор. 다음 스테이지가 오게 해주세요.)                                                     | Н/Д                                   | 2,7 %                                 |
| 28               | 14 листопада 2019 | - Будь ласка, хай розпочнеться наступна сцена. - (кор. 다음 스테이지가 오게 해주세요.)                                                     | Н/Д                                   | 3,0 %                                 |
| 29               | 20 листопада 2019 | - ...Тан О (у формі звертання). - (кор. ..단오야.)                                                                                         | 3,4 %                                 | 3,0 %                                 |
| 30               | 20 листопада 2019 | - ...Тан О (у формі звертання). - (кор. ..단오야.)                                                                                         | 3,8 %                                 | 3,3 %                                 |
| 31               | 21 листопада 2019 | - Я кохаю тебе, Хару... - (кор. 사랑해. 하루야...)                                                                                         | Н/Д                                   | 2,6 %                                 |
| 32               | 21 листопада 2019 | - Я кохаю тебе, Хару... - (кор. 사랑해. 하루야...)                                                                                         | Н/Д                                   | 3,6 %                                 |
| Середнє значення | Середнє значення  | Середнє значення | —                                     | 3,2 %                                 |

## Нагороди та номінації
| Рік  | Нагорода                                | Категорія                                                           | Отримувач                   | Результат | Примітки |
| ---- | --------------------------------------- | ------------------------------------------------------------------- | --------------------------- | --------- | -------- |
| 2019 | 32-га Премія Ґріме                      | Найкращий новий актор                                               | Роун                        | Перемога  | [ 36 ]   |
| 2019 | Премія MBC драма                        | Драма року                                                          | «Надзвичайна ти»            | Перемога  | [ 37 ]   |
| 2019 | Премія MBC драма                        | Нагорода за майстерність, Найкраща акторка середо-четвергової драми | Кім Хє Юн                   | Перемога  | [ 37 ]   |
| 2019 | Премія MBC драма                        | Найкращий новий актор                                               | Роун                        | Перемога  | [ 37 ]   |
| 2019 | Премія MBC драма                        | Найкращий новий актор                                               | Лі Че Ук                    | Перемога  | [ 37 ]   |
| 2019 | Премія MBC драма                        | Найкраща нова акторка                                               | Кім Хє Юн                   | Перемога  | [ 37 ]   |
| 2019 | Премія MBC драма                        | Найкращий актор другого плану середо-четвергової драми              | Лі Тхе Рі                   | Номінація |          |
| 2019 | Премія MBC драма                        | Найкращий новий актор                                               | Чо Кон Джу                  | Номінація | [ 38 ]   |
| 2019 | Премія MBC драма                        | Найкращий новий актор                                               | Кім Йон Де                  | Номінація | [ 38 ]   |
| 2019 | Премія MBC драма                        | Найкраща нова акторка                                               | Лі На Ин                    | Номінація | [ 39 ]   |
| 2019 | Премія MBC драма                        | Найкраща пара                                                       | Роун, Кім Хє Юн та Лі Че Ук | Номінація | [ 40 ]   |
| 2020 | 56-та Премія мистецтв Пексан            | Найкращий акторський дебют (чоловіки, телебачення)                  | Лі Че Ук                    | Номінація | [ 41 ]   |
| 2020 | 15-та Сеульська міжнародна премія драми | Видатна корейська драма, Нагорода за майстерність                   | «Надзвичайна ти»            | Перемога  | [ 42 ]   |

## Виноски
1. ↑  Назва є грою слів в англійській мові, де поєднуються слова англ. extra у значені «додатковий персонаж» та англ. ordinary у значенні «звичайний». Таким чином ця фраза була сказана Хару, що підкреслити, що Ин Дан О не просто звичайна додаткова персонажка коміксу, а вона надзвичайна персонажка.
2. 1 2  В оригіналі тут гра слова, бо Хару — це ім'я, яке дає Ин Дан О учню з номером 13. Вона таким чином підкреслює, що він дозволив їй провести день як вона того бажає, а не так, як запланував автор коміксу.
3. 1 2  У вебтуні «Липень, що знайдено випадково» Сцена мала назву «Голова», а Тінь — «Хвіст».
4. ↑  Свідомі персонажі — це персонажі, що помічають, що вони у коміксі. Тобто, вони чують дивні звуки, пам'ятають, що відбувається у моменти Тіней, тощо. Несвідомі персонажі — це персонажі, що після кожної сцени забувають, що відбувається у моменти Тіней. Вони у моменти Тіней говорять прописаними фразами, тобто вони не мислять свідомо.
5. 1 2 3 4 5 6 7 8 9 10 11 12 13 14 15 16 17 18 19 20 21 22 23 24 25 26 27 28  Він є коміксом у романтичному жанрі, події якого розгортаються у сучасності. Комікс є поточною роботою автора після «Кампсис укорінливий». В оригіналі — кор. 비밀.
6. 1 2 3 4 5 6 7 8 9 10 11 12 13 14 15 16 17 18  Він є коміксом-трилером, події якого розгортаються в епоху Корьо. Комікс є попередньою роботою автора до «Таємниця». В оригіналі — кор. 능소화.
7. 1 2 3 4  Назва групи (в оригіналі — англ. A3) йде від оцінки A та означає, що троє членів групи мають найбільше оцінок А у всій школі, а саме, Нам Джу перший у рейтингу у всій школі, 2-ге місце за До Хва, а 3-тє — за Ґьоном.
8. ↑  Згідно з англійським перекладом на Viki його ім'я англ. Nameless 13, дослівно: Безіменний 13, в оригіналі — кор. 13번, дослівно: «Номер 13».
9. ↑  Її ім'я є грою слова, що відображає, що вона є головною персонажкою, а саме, в оригіналі її ім'я буде кор. 여주다. 여주 є першими складами двох корейських слів 여자 주인공, що перекладається як головний жіночий персонаж.
10. ↑  Його ім'я є грою слова, що відображає, що він є головним персонажем, а саме, в оригіналі його ім'я буде кор. 오남주. 남주 є першими складами двох корейських слів 남자 주인공, що перекладається як головний чоловічий персонаж.
11. 1 2 3  Термін Ільджін (кор. 일진, ханча: 一陣) або Угруповання Ільджін (кор. 일진회, ханча: 一陣會) означає шкільного хулігана або групу хуліганів, що цькують інших учнів і всі їх бояться. Цей термін утворився від відомої японської хуліганської банди, що діяла з 1988 року. В Південній Кореї подібна банда існувала ще починаючи з 1950 років, однак термін у вжиток увійшов з 1994 року. Крім того, банда визначала цькування за заслуги за певним рейтингом, де позначала перша група (일진, 一陣, ільджін), друга група (이진, 二陣), іджін) тощо. Детальніше: Угруповання Ільджін[ko].
12. ↑  Її ім'я в оригіналі кор. 일진, де 일 перекладається як один, а 진 — група або позиція, а тому якщо врахувати термін Ільджін[k], то її ім'я означає перша група (цькування) або перша хуліганка.
13. ↑  Її ім'я в оригіналі кор. 이진, де 이 перекладається як два, а 진 — група або позиція, а тому якщо врахувати термін Ільджін[k], то її ім'я означає друга група (цькування) або друга хуліганка.
14. ↑  Її ім'я в оригіналі кор. 삼진, де 삼 перекладається як три, а 진 — група або позиція, а тому якщо врахувати термін Ільджін[k], то її ім'я означає третя група (цькування) або третя хуліганка.
15. ↑  Її ім'я в оригіналі кор. 애일, де 애 перекладається як кохання, а 일 — один, тому її ім'я означає прихильниця 1 або залицяльниця 1.
16. ↑  Її ім'я в оригіналі кор. 애이, де 애 перекладається як кохання, а 이 — два, тому її ім'я означає прихильниця 2 або залицяльниця 2.
17. ↑  Її ім'я в оригіналі кор. 애삼, де 애 перекладається як кохання, а 삼 — три, тому її ім'я означає прихильниця 3 або залицяльниця 3.
18. ↑  Його ім'я в оригіналі кор. 양일, де слова 양 є першим складом від 양아치, яке перекладається як хуліган або гангстер, а 일 — один, тому його ім'я означає хуліган 1.
19. 1 2 3  Назва групи (в оригіналі — англ. Y3) є абревіатурою, яка розшифровується як Yang 3, тобто три Яна. Група Y3 діє коли поряд не має групи A3.
20. ↑  Його ім'я в оригіналі кор. 양이, де слова 양 є першим складом від 양아치, яке перекладається як хуліган або гангстер, а 이 — два, тому його ім'я означає хуліган 2.
21. ↑  Його ім'я в оригіналі кор. 양삼, де слова 양 є першим складом від 양아치, яке перекладається як хуліган або гангстер, а 삼 — три, тому його ім'я означає хуліган 3.
22. ↑  Його ім'я в оригіналі кор. 반장 перекладається як староста класу.
23. ↑  Його ім'я в оригіналі кор. 보통 перекладається як звичайний або нормальний, а тому означає звичайний учень.
24. ↑  Його ім'я в оригіналі кор. 모범 перекладається як зразковий, а тому означає зразковий учень.
25. ↑  Його ім'я в оригіналі кор. 재벌 означає чеболь, впливових родин, які є власниками конгломератів і можуть впливати на політиків. Вони чимось подібні до наших олігархів.
26. ↑  В оригіналі — кор. 스린느, транслітерація: Сиріне.
27. ↑  Через те, що 10 жовтня була трансляція кваліфікаційного раунду Чемпіонату світу з футболу 2022 у часовому проміжку, під час якого мали показувати серіал «Надзвичайна ти», то показ серій було перенесено на 9 жовтня. Таким чином 9 жовтня вийшли 4 серії[34][35].
28. ↑  Середня значення не відоме, бо деякі рейтинги не були опубліковані у ЗМІ.